# 宇内青津古墳群
宇内青津古墳群（うないあおつこふんぐん）は、福島県会津坂下町にある、16基の古墳からなる古墳群である。

## 概要
前方後円墳13基と前方後方墳3基が残る全国有数の大型古墳群である。この古墳群の主要古墳のほとんどは前期古墳と考えられる。古墳時代前期を通じて古墳が継続的に築造された地域は、大和（現在の奈良県）などの中枢を除けば列島内を見渡してもほとんど存在しない。

## 古墳
- 亀ヶ森・鎮守森古墳 - 国の史跡。亀ヶ森古墳は墳長127メートルで県下最大。
- 杵ガ森古墳 -　東北地方最古級の古墳。4世紀初頭に築造。
- 臼ガ森古墳
- 長井前ノ山古墳 - 合掌天井式石棺出土。5世紀前半の築造。
- 虚空蔵森古墳
- 天神免古墳
- 灰塚山古墳
- 宮東1号墳
- 雷神山1号墳
- 森北1号墳
- 鍛冶山4号墳
- 出崎山1号墳
- 出崎山2号墳
- 出崎山3号墳
- 出崎山4号墳

このほか杵ガ森古墳と臼ガ森古墳の間に、米ガ森古墳があったと伝えられている。